# MTV Live HD
MTV Live er en 24 timers HD (high-definition) musik og underholdningskanal som blev lanceret 15. september 2008 af MTV Networks Europe . I første omgang vil kanalen være tilgængelig i et udvalg af europæiske lande, men vil efter lidt til bliver den også lanceret i Vesteuropa og Latin-Amerika.
MTVNHD vil tilbyde en blanding af programmer fra MTV, VH1 og Nickelodeon. Kanalen er lanceret med MTV Networks Europes hovedkontor i Warszawa, Polen. 
I Danmark har Viasat lanceret kanalen for alle sine kunder  men også Yousee og Stofa har kanalen.